# Daniela Servetti
Daniela Servetti (Pozo del Molle, Córdoba, Argentina, 1 de octubre de 1986) es una exfutbolista argentina. Jugó como delantera y su último club fue Talleres. 
Además, es la máxima goleadora histórica del Club Atlético Camioneros Córdoba. Tiene el récord de la mayor cantidad de goles anotados en un partido de Liga Cordobesa, con nueve ante Defensores Central Córdoba.

## Trayectoria
Servetti jugó inicialmente al básquet, de los 7 a los 18 años. Llegó a jugar en la selección de la provincia de Córdoba. Luego se mudó de su ciudad natal a Córdoba para estudiar Arquitectura en la Universidad Nacional de Córdoba. Se recibió en 2012 y comenzó a ejercer su profesión. Empezó a jugar al fútbol en el 2014, cuando volvió a la UNC, donde había estudiado, para entrenar con el equipo de la universidad.
Su primer equipo en la Liga Cordobesa de Fútbol fue Belgrano, con el que debutó en 2014. Jugó un año y abandonó el deporte. Luego pasó por Juniors dos años y volvió a dejar. En 2019, llegó a Camioneros, donde jugó dos temporadas, interrumpidas en 2020 por la pandemia de COVID-19. Eso no le impidió marcar 108 goles y convertirse en la goleadora histórica del club. En ambas temporadas fue la goleadora del campeonato de Primera A en la LCF.
Debido al límite de edad impuesto por la LCF, luego del 2021 no pudo continuar en el club. En 2022, Talleres ingresó a los torneos nacionales de AFA y Servetti se sumó a Las Matadoras. Con el elenco albiazul consiguió ese año el ascenso de Primera C y fue la segunda máxima goleadora de la temporada del club, con 20 tantos.

## Clubes
| Club                | País      | Año       |
| ------------------- | --------- | --------- |
| Belgrano            | Argentina | 2014      |
| General Paz Juniors | Argentina | 2016-2017 |
| Camioneros          | Argentina | 2019-2021 |
| Talleres            | Argentina | 2022      |